# 李妙法
李妙法（?—?），唐朝瀛州博野县（今河北省博野县）的女子。
安禄山之乱，她被劫持迁徙到其他州。听说父亲去世，想要走小路奔丧，有一子不忍离去，割下一个乳房留下走了。抵达后，父亲已葬，号哭着请求打开父墓看看，宗族不许。于是持刀刺心，才给她打开。见到棺材，她用舌头舔去上面的尘土，用头发擦干净棺材。在墓左结庐，种植松柏，有异鸟飞来。后来，母亲生病，有时不食不饮，她终日不动碗筷，母亲去世，在母亲手臂刺血书而葬，终身为母亲庐墓。